# Trillick
Trillick, en irlandais, Trileac (trois dalles) est un village du comté de Tyrone, en Irlande du Nord. Il avait une population de 2 439 habitants au recensement de 2011. Trillick appartient à la paroisse civile de Cleenish, baronnie de Clanawley. Il est situé dans le diocèse de Clogher (à la fois catholique romain et église d'Irlande).

## Histoire

### Histoire ancienne
Trillick, « Trí Leac » en irlandais, « trois pierres », désigne une chambre funéraire.
Les trois piliers et une porte en pierre face au soleil levant sont encore visibles. C'est probablement l'œuvre des Beaker people venus des Pays-Bas en Grande-Bretagne puis en Ulster vers 2000 av. J.-C. Ce peuple excellait dans la fabrication d'objets décoratifs en or, en cuivre et en métal. La lunule en or conservée au Musée national d'Irlande à Dublin est la preuve de leur présence et de leurs activités sur le village.
Le nom de Trillick a été préservé depuis 4 000 ans. Les archives montrent que les Celtes y avaient une base importante, une fois convertis au christianisme, ils ont établi une abbaye à Trelic Mor en 613 apr. J.-C.
Les «Annales des quatre maîtres» rapportent la mort de Cinead Ó Ceallaigh, évêque de Trelic, en 813 apr. J.-C..
Le clan O'Neill possédait un fort, avec des soldats basés à Dernagilly, à proximité. Ils ont participé à la célèbre bataille de Dreigh Hill en 1379 contre les Maguires et ont remporté une victoire qui a permis d'établir la frontière entre les comtés de Tyrone et de Fermanagh.
Les Annales rapportent la mort en 1526 de Henry O'Neill, Lord of the Braghaid, le nom donné au territoire gouverné par les O'Neill d'Old Trielic. Henry était un petit-fils de  Shane O'Neill ("Shane le Fier"), et son propre petit-fils, Con (mort en 1723), a une pierre tombale dans l'ancien cimetière de Kilskeery.
L'étude civile de 1654 indique que les restes d'un village, d'une église, d'un cimetière et d'un moulin pouvaient encore être vus à Old Trelic mais la nouvelle ville de Trillick avait déjà été construite.
Après la Fuite des comtes de Lough Swilly le 4 septembre 1607 et la division de leurs terres déshéritées, le territoire O'Neill reçut le nom de Manoir de Stowy et fut attribué à Sir Mervyn Tuchet en 1611 lors de la Plantation d'Ulster. Il a transmis ses possessions à son cousin, Sir Henry Mervyn de Hampshire, qui à son tour les a transmises à son fils, le capitaine James Mervyn. Il est arrivé vers 1620, a commencé à construire un château achevé en 1628 et la nouvelle ville de Trillick a été achevée dans les années 1630. Le château a été décrit comme l'un des meilleurs de son genre et a été occupé jusqu'au XIXe siècle, étant vacant en 1814. Il est ensuite passé au général Mervyn Archdale qui a construit le pavillon de chasse à Glengeen. Les Mervyn étaient des parlementaires réputés, occupant le siège de Tyrone au Parlement de 1639 à 1747. Le capitaine Audley Mervyn est président du  Parlement irlandais de 1661 à 1666.

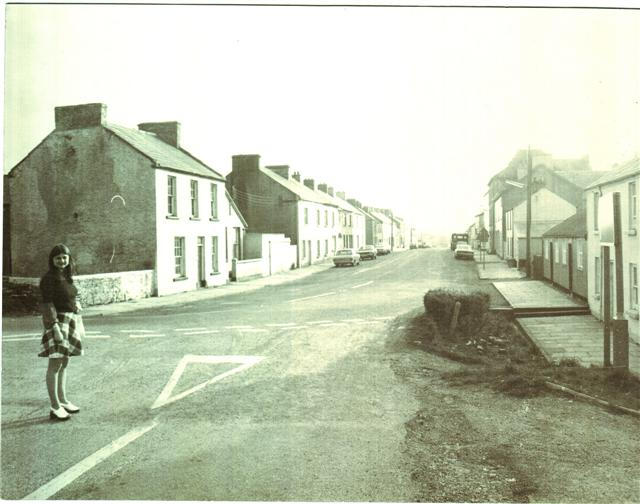
Rue principale, Trillick (Juillet 1972).

La nouvelle ville n'a pas tardé à inscrire son nom dans l'histoire.
Étant sur la route directe de Dublin à Derry et à proximité de la zone stratégique d'Enniskilling à Enniskillen, Trillick est devenu un poste important pendant les guerres jacobites. À partir de 1629, les colonss étaient formés à l'utilisation des armes à feu par Charles Bastard de Drumdran, tandis que les indigènes, y compris des membres du clan O'Neill en fuite, étaient formés par des agents de Phelim O'Neill de Caledon. En 1641, O'Neill avait des garnisons à Golan et à Liffer, tandis que les colonss avaient des garnisons à Castle et à Corkhill. Les deux camps ont remporté des victoires sur l'autre ici en 1641 et les deux belligérants ont été renforcés en 1642, lorsque le général Munroe est arrivé pour aider les forces royalistes et Owen Roe O'Neill est venu pour diriger l'insurrection irlandaise. En 1689, la garnison jacobite fut un certain temps sous le commandement du fils du roi Jacques, le duc de Berwick.
Après avoir levé le siège de Derry, l'armée du roi Guillaume s'est cantonnée à Trillick sur le chemin du retour à Enniskillen en août 1689.

### XXesiècle
Les 21 et 22 mars 1922, pendant la Guerre d'indépendance irlandaise, des volontaires de l'armée républicaine irlandaise (1919-1922) abattent deux officiers de la Royal Irish Constabulary dans la région de Trillick .
En représailles, les loyalistes locaux abattent trois civils catholiques.

## Toponymie
Le nom du village vient des  ruines à côté du château de Trillick. Dans les premiers documents Trelic et Trelic Mor, viennent des trois piliers ou pierres dressées situés près de ce qui était le Trelic original et maintenant généralement appelé « le vieux château ».

## Architecture
- Trillick Market House, de 1820, salle maçonnique.

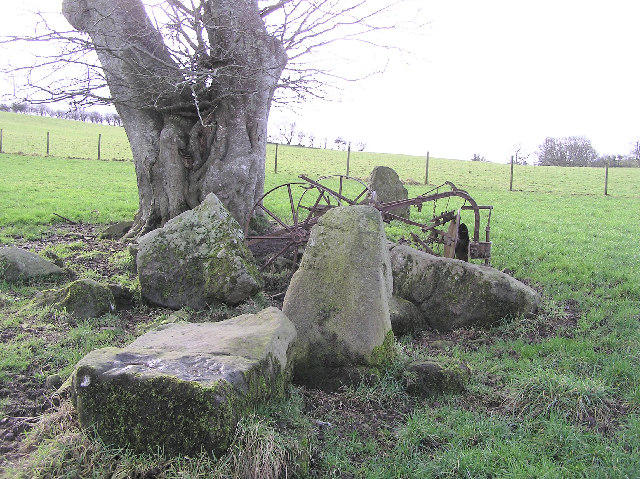
Pierres "dressées".
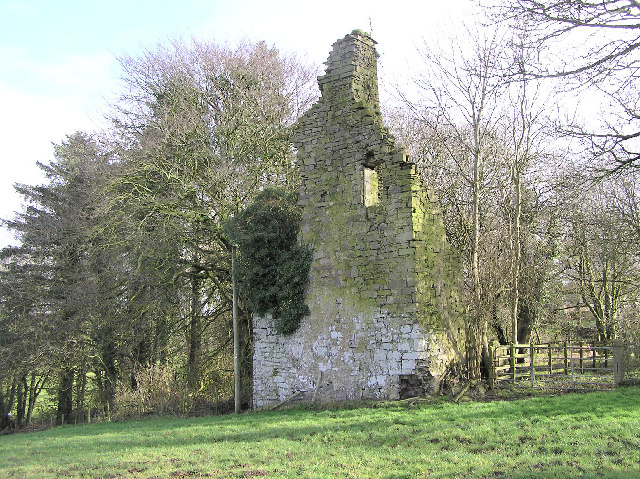
Trillick castle.
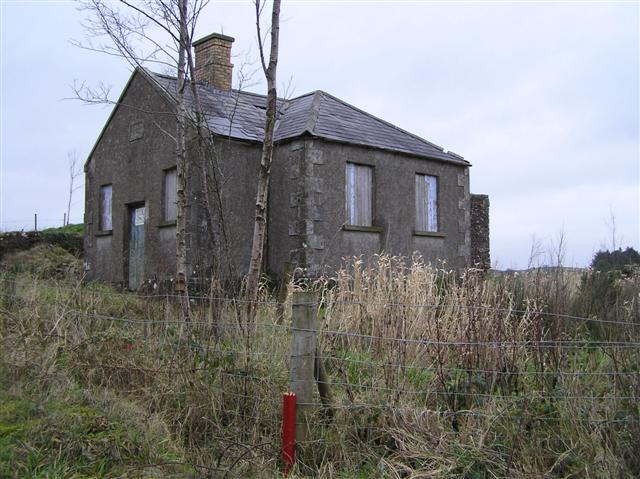
L'ancienne école Greenan.
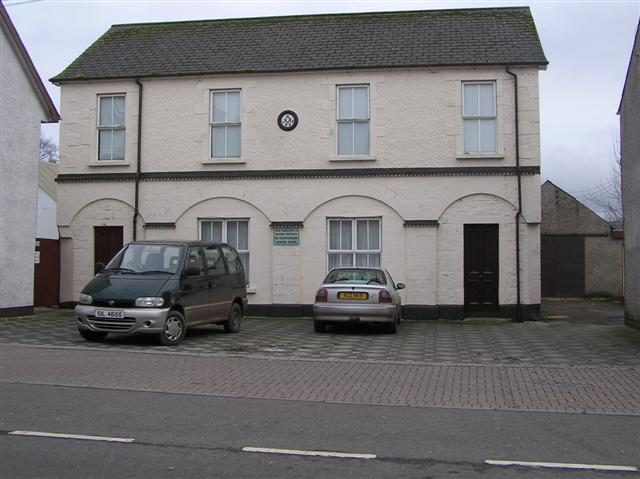
La salle maçonnique.
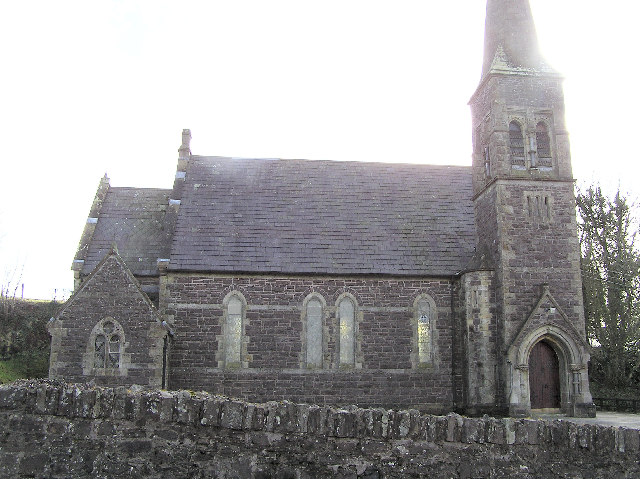
Christ church.

## Personnalités locales
- Sir Audley Mervyn (1603?-1675), président de la Chambre des communes irlandaise (1661-1666), né à Trillick.